# أروج قشلاق حاج الماس خان
أروج قشلاق حاج الماس‌ خان هي قرية في مقاطعة بارس أباد، إيران. عدد سكان هذه القرية هو 102 في سنة 2006.